# Arctostaphylos bakeri
Arctostaphylos bakeri es una especie de planta fanerógama perteneciente a la familia Ericaceae.  Es endémica del Condado de Sonoma, California, donde crece en el chaparral y en bosques de  la Costa Norte. A veces es un miembro de los suelos de flora de serpentina.

## Descripción
Arctostaphylos bakeri  un arbusto que alcanza un tamaño de entre 1 a 3 metros de altura. Sus ramas más pequeñas son hirsutas y glandulares o peludas para lanosas. Las hojas son de color verde oscuro y generalmente de forma oval de hasta 3 centímetros de largo. Pueden ser glandular, áspera o difusa en textura, y sin brillo o brillante en apariencia.
Las abundantes inflorescencias tienen grupos de flores hacinadas en forma de urna. El fruto es una  drupa sin pelo de hasta un centímetro de ancho.  

## Taxonomía
Arctostaphylos bakeri fue descrita por Alice Eastwood y publicado en Leaflets of Western Botany 1(11): 115. 1934.
Etimología
Arctostaphylos: nombre genérico que deriva de las palabras griegas arktos =  "oso", y staphule = "racimo de uvas", en referencia al nombre común de las especies conocidas  y tal vez también en alusión a los osos que se alimentan de los frutos de uva.
bakeri: epíteto otorgado en honor del botánico John Gilbert Baker
Sinonimia
- Arctostaphylos bakeri subsp. bakeri
- Arctostaphylos manzanita subsp. bakeri (Eastw.) P.V.Wells
- Arctostaphylos pungens subsp. bakeri (Eastw.) Roof
- Arctostaphylos stanfordiana subsp. bakeri (Eastw.) J.E.Adams[3]